# UK-432,097
UK-432,097 là một loại thuốc được phát triển bởi Pfizer để điều trị bệnh phổi tắc nghẽn mạn tính, hoạt động như một chất chủ vận mạnh và chọn lọc của thụ thể adenosine A2A. Nó đã bị ngừng thử nghiệm lâm sàng sau khi có kết quả hiệu quả kém, nhưng tính chọn lọc cao của nó đã giúp ích cho việc lập bản đồ chi tiết cấu trúc bên trong của thụ thể A2A.